# فابيو اسونساو
فابيو أسونسو (بالبرتغالية: Fábio Assunção‏) ممثل برازيلي من مواليد مدينة ساو باولو في العام 1971، تزوج مرتين ولديه ابنين، الأولى من الممثلة كريستينا أوليفيرا لمدة ست سنوات والمرة الثانية من سيدة تدعى كارينا تافاريس.

## مسيرته
بدأ فابيو أسونسو مشواره في الفن كعازف جيتار في إحدى الفرق الموسيقية وهو بعمر الخامسة عشر، لكن حلمه في الموسيقى تبخّر بسبب قلة العائد المادي من العزف، فقرّر فابيو الاتجاه إلى التمثيل من خلال المسرح، وكانت أوّل تجربة له في العام 1986 واستمر في المسرح فقط حتى خاض غمار الدراما التلفزيونية في العام 1990.
التحول الفني في حياة النجم فابيو أسونسو كان في العام 1993، عندما شارك في مسلسل Sonho Meu وجسد دور شرير، ومن خلال هذا الدور حفر اسمه في أذهان الجمهور وصنع جماهيرية واسعة وكانت الانطلاقة.
حصل فابيو أسونسو على أكثر من جائزة كان أبرزها جائزة أفضل ممثل مرتين الأولى عام 2004 والثانية عام 2011.

## روابط خارجية
- فابيو اسونساو على موقع IMDb (الإنجليزية)
- فابيو اسونساو على موقع ألو سيني (الفرنسية)
- فابيو اسونساو على موقع أول موفي (الإنجليزية)
- فابيو اسونساو على موقع قاعدة بيانات الفيلم (الإنجليزية)
- فابيو اسونساو على موقع كينوبويسك (الروسية)